# Tangara cabanisi
Tangara cabanisi là một loài chim trong họ Thraupidae.